# Холмогорский уезд
Холмого́рский уе́зд — административная единица в составе Вологодского наместничества, Архангельского наместничества и Архангельской губернии, существовавшая до 1922 года. Центр — город Холмогоры.

## География

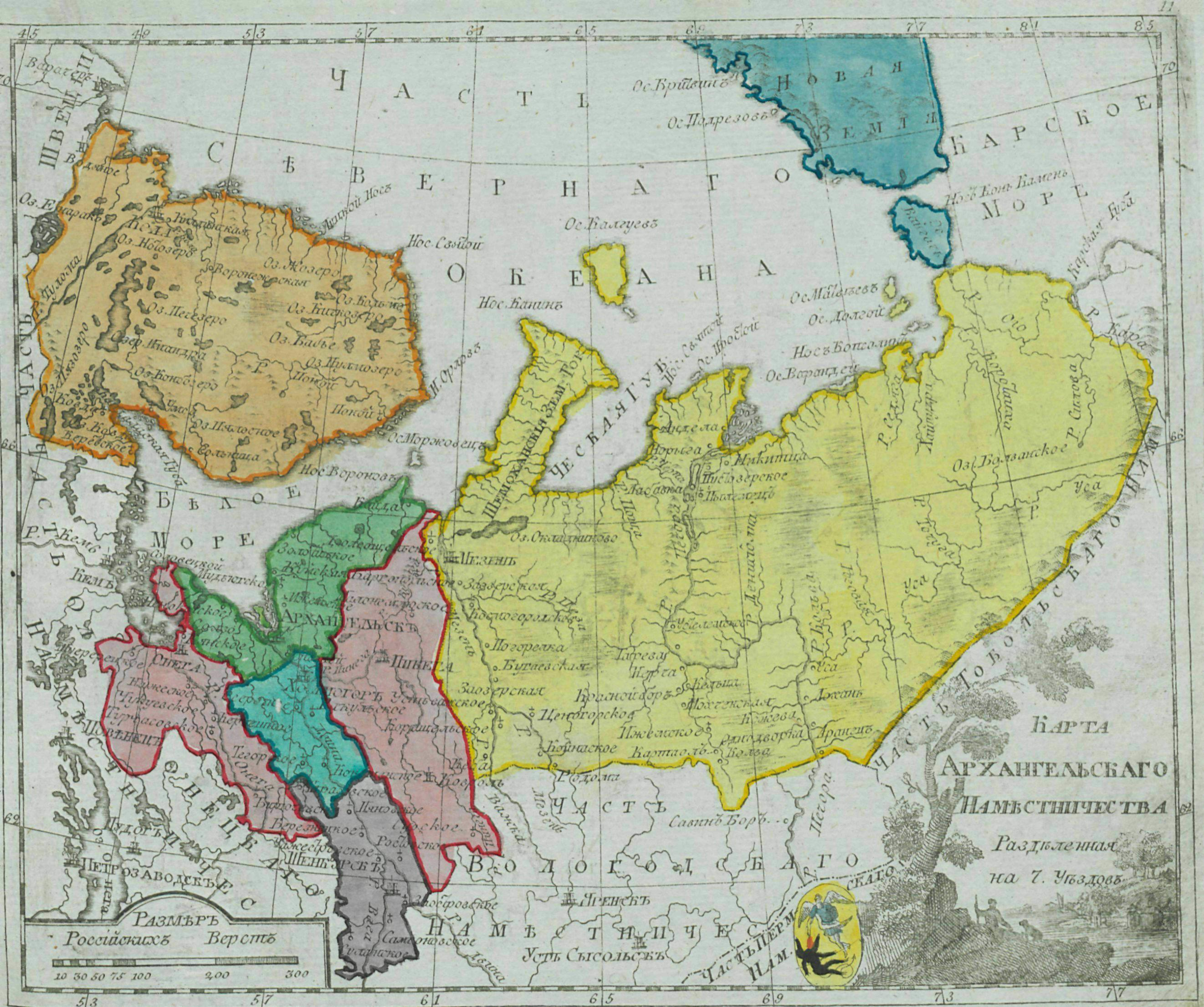
Холмогорский уезд, 1792 год

Холмогорский уезд располагался вдоль течения Северной Двины. Граничил с Архангельским, Онежским, Шенкурским и Пинежским уездами. Поверхность уезда имела ровный характер, за исключением северной и северо-западной его частей, где встречались возвышенности; из последних наиболее значительные Бобровая, Каймозерская, Кругловодская. Почва уезда местами песчаная с мелким хрящом, местами глинистая, местами содержала небольшие слои чернозема, но в большинстве моховая и болотистая. Из полезных ископаемых встречались и разрабатывались плитник и известь, а также булыжник, песок и хорошая гончарная глина. Северная Двина на всем протяжении уезда была судоходна и богата рыбой. Озёр в уезде было 286, наибольшим из которых являлось Ковозеро (30 км²). Под лесами было занято до 60 % площади уезда; кое-где сохранялись и корабельные леса; главные породы — сосна, ель и местами лиственница, из лиственных — береза, осина, ольха, ива, рябина, черемуха, можжевельник. Было много заливных и других лугов. Площадь уезда в конце XIX века была равна 16,8 тыс. км².

## История
Холмогорский уезд был образован во время административной реформы Екатерины II в 1780 году, когда он был включён в состав Архангельской области Вологодского наместничества. В 1784 году Архангельская область была преобразована в самостоятельное Архангельское наместничество. В 1796 году Архангельское наместничество стало именоваться Архангельской губерний. В 1869 году в состав Холмогорского уезда была передана Петровская волость Шенкурского уезда.
В 1918 году интервентам удалось захватить станцию Обозерская.
В 1922 году центр уезда был перенесён в Емецк, а сам Холмогорский уезд был переименован в Емецкий уезд.

## Экономика
Земледелие, несмотря на суровые климатические условия, составляло основу экономического благосостояния населения. Сеяли преимущественно ячмень (жито), меньше — рожь и овёс. Скотоводство в Холмогорском уезде в XIX веке находилось в упадке; знаменитая некогда холмогорская порода крупного рогатого скота с каждым годом заметно вырождалась, теряя прежние свои качества — рослость и молочность — вследствие небрежного ухода. Вредно влиял и ежегодный угон лучших коров и быков в столицы. Разводилась холмогорская порода скота преимущественно в городе Холмогоры и в пригородных волостях. В 1899 году рыболовством в уезде занимались 752 чел., звероловством и лесной охотой занимались ок. 430 чел., на отхожих промыслах было 4817 человек. Фабрично-заводская промышленность в Холмогорском уезде была развита слабо: в 1899 году насчитывалось 485 заведений, в том числе 261 водяных и ветряных мельниц и 61 кузница; остальные большей частью имели кустарный характер, исключая 2 салотопенных (до 100 рабочих) и 2 лесопильных завода. Также крестьяне занимались смолокурением, выжиганием угля, ломкой строительного камня, жжением извести. Процветавшее ранее токарное производство и резание из кости находилось в упадке.

## Административное деление
В 1913 году в состав уезда входило 12 волостей:
- Великодворская — д. Путаковская;
- Григоровская — д. Пукаловская;
- Емецкая — с. Емецкое;
- Зачачьевская — с. Ершевское;
- Кушевская — д. Пасыновская;
- Ломоносовская — д. Ломоносовская;
- Медведевская — д. Пердуновская;
- Петровская — д. Кирилловская;
- Селецкая — с. Ключниково;
- Церковническая — д. Васюковская;
- Чернявскогорская — с. Чернявскогорское;
- Яковлевская — д. Обозерская.

## Население
По данным переписи 1897 года в Холмогорском уезде проживало 36,0 тыс. чел. В том числе русские — 99,8 %. В городе Холмогоры проживало 1112 человек.

## Населённые пункты
Крупнейшие населённые пункты по переписи населения 1897 года, жит.:
- г. Холмогоры — 1112;
- с. Меландовское — 600;